# Centro Ecumênico de Documentação e Informações
o Centro Ecumênico de Documentação e Informação (CEDI) foi uma entidade que prestou serviços de assessoria, documentação e publicação para diversos segmentos do movimento social engajados no processo de transformação sócio-política para a criação de uma sociedade justa, fraterna e igualitária.

## História
Entre 1964 e 1965, foi criado o Centro Evangélico de Informação (CEI), por pessoas ligados à Confederação Evangélica do Brasil, afastados de suas igrejas após o golpe civil-militar de 1964. 
Em 1968, devido à integração de católicos, a entidade passou a ser denominada como: "Centro Ecumênico de Informação" e, em 1974, passou a ser denominar como: Centro Ecumênico de Documentação e Informação CEDI.
Sua sede inicial foi no Rio de Janeiro, depois foi criada uma subsede em São Paulo.
A partir de 1965, publicou o Boletim CEI que divulgava notícias com uma postura crítica em relação à conjuntura política brasileira e à responsabilidade social das igrejas, relevando um ecumenismo comprometido com a justiça social.
As notícias e artigos versavam sobre:
- as inúmeras injustiças contra posseiros, índios, migrantes e tantos outros atores sociais;
- as arbitrariedades praticadas pelos órgãos de “segurança”;
- reforma agrária;
- teologia;
- ecumenismo;
- direitos trabalhistas de grevistas;
- direitos humanos, etc.

O periódico fora idealizado por um pequeno grupo protestante de quinze pessoas que pretendia, entre outras coisas, “conscientizar” as igrejas brasileiras para a
necessidade da adoção de um “cristianismo ecumênico”, mais envolvido com os problemas sociais de sua época, sobretudo, com a questão da “opressão sobre pobres”.
Tal modalidade de cristianismo era definido como um “cristianismo encarnado”. A nota da equipe do CEI acerca do perfil de sua publicação, publicada no centésimo número  do de seu “Boletim”, em Março de 1975, dizia:
| “ | sempre do lado da liberdade, a temática que move e motiva o mundo de hoje. O ecumenismo que nos envolve não é litúrgico, festivo, de semana de orações, mas de nova concepção teológica dos problemas do mundo. Estamos do lado do homem sofredor, do lado da justiça para o pobre, para oprimido. Achamos que o Cristianismo precisa estar unido e identificado nesta tarefa de libertação. [...] somos a IGREJA buscando, como Ele, o Senhor, a encarnação da Justiça e da Liberdade. E Deus nos tem ajudado! Por isso vamos prosseguir. | ” |

Nos anos de 1977 e 1978, foram publicados dois suplementos sobre educação popular.
Depois passou a publicar os "Cadernos CEDI" destinada aos agentes pastorais e da educação popular.
A partir de 1979, o Boletim CEI transformou-se na Revista "Tempo e Presença", que teve Jether Ramalho como editor.
Manteve forte articulação com outros organismos brasileiros, latino-americanos e mundiais, entre eles:
- o Instituto Superior de Estudos da Religião (ISER), no Rio de Janeiro;
- a Coordenadoria de Ecumênica de Serviço (CESE), em Salvador;
- o Centro de Estudos Bíblicos (CEBI), no Rio Grande do Sul;
- o Centro Ecumênico de Serviços à Evangelização e Educação Popular (CESEEP), em São Paulo; e
- o Movimento Igreja e Sociedade na América Latina (ISAL), financiado pelo Conselho Mundial de Igrejas.

Desse modo, conseguiu divulgar, em vários países os princípios da educação popular e da pedagogia de Paulo Freire.
Em 1994, o CEDI desdobrou-se em quatro outras instituições:
- Ação Educativa[1];
- Instituto Sócio- Ambiental (ISA)[2];
- Núcleo de Estudos e Trabalho e Sociedade (NETS); e
- Koinonia[3].

Dessas quatro instituições, apenas o NETS teve vida breve.